# Dayah Sukon
Dayah Sukon is een bestuurslaag in het regentschap Pidie van de provincie Atjeh, Indonesië. Dayah Sukon telt 422 inwoners (volkstelling 2010).